# Peperomia hunteriana
Peperomia hunteriana är en pepparväxtart som beskrevs av P.I. Forster. Peperomia hunteriana ingår i släktet peperomior, och familjen pepparväxter. Inga underarter finns listade i Catalogue of Life.